# Pystira
Pystira Simon, 1901 è un genere di ragni appartenente alla famiglia Salticidae.

## Distribuzione
Le cinque specie oggi note di questo genere sono diffuse prevalentemente in Indonesia. Una sola specie, la P. versicolor, è stata rinvenuta in Pakistan.

## Tassonomia
A dicembre 2010, si compone di cinque specie:
- Pystira cyanothorax (Thorell, 1881) — Nuova Guinea
- Pystira ephippigera (Simon, 1885)[2] — Sumatra
- Pystira karschi (Thorell, 1881) — Nuova Guinea, Isole Aru
- Pystira nigripalpis (Thorell, 1877) — Celebes
- Pystira versicolor Dyal, 1935 — Pakistan

### Specie trasferite
- Pystira obscurofemorata (Keyserling, 1883); trasferita al genere Zenodorus Peckham & Peckham, 1886, con la denominazione di Zenodorus obscurofemoratus (Keyserling, 1883), a seguito di uno studio degli aracnologi Davies & Zabka del 1989[1].
- Pystira orbiculata (Keyserling, 1881); trasferita al genere Zenodorus Peckham & Peckham, 1886, con la denominazione di Zenodorus orbiculatus (Keyserling, 1881) a seguito di uno studio degli aracnologi Davies & Zabka del 1989[1].